# Брунелло, Марио
Марио Брунелло (итал. Mario Brunello; род. 1960, Кастельфранко-Венето, провинция Тревизо) — итальянский виолончелист.

## Биография
Окончил Венецианскую консерваторию. В 1986 году получил первую премию на конкурсе Чайковского в Москве.
В 1994 году Марио Брунелло основал оркестр Archi Italiana, с которым регулярно гастролирует в Италии и за рубежом. Брунелло активно выступает с программами камерной музыки. С 2002 года музыкальный директор оркестра Падуи и области Венеция.

## Творческие контакты
Играл в ансамбле с Г. Кремером, С. Аккардо, Ю. Башметом, В. Репиным, квартетом Альбана Берга, выступал с крупнейшими оркестрами мира под руководством К. Аббадо, Рикардо Мути, З. Меты, Чон Мён Хуна, С. Бычкова, В. Гергиева, С. Одзавы и др.

## Репертуар
В широкий репертуар виолончелиста входят как Бах, так и джаз. Марио Брунелло обычно играет на знаменитой виолончели Маджини, созданной в начале XVII века. Он сочиняет музыку для театральных постановок. В своих концертах он использует новые средства общения с публикой, в частности интерактивные методы, объединяющие музыку, текст и художественные образы. В основном эти эксперименты проводятся в зале Antiruggine, специально оборудованном для подобных представлений.

## Признание и педагогическая деятельность
Член Академии Святой Цецилии в Риме, преподает в Академии Киджи в Сиене. Крупной удачей музыканта стал двойной диск с сюитами Баха, завоевавший в 2010 году престижную Премию итальянских критиков. Кроме того, Марио Брунелло находит время для занятия литературой, философией, наукой и театром.